# Pentanisia
Genre
Synonymes
- Calanda K.Schum.
- Chlorochorion Puff & Robbr.
- Diotocarpus Hochst.
- Holocarpa Baker
- Neopentanisia Verdc.
- Otocephalus Chiov.
- Pentacarpaea Hiern
- Pentacarpus Post & Kuntze

Pentanisia est un genre de plante de la famille des Rubiaceae.

## Espèces
- Pentanisia angustifolia (Hochst.) Hochst.
- Pentanisia annua K.Schum.
- Pentanisia arenaria (Hiern) Verdc.
- Pentanisia calcicola Verdc.
- Pentanisia confertifolia (Baker) Verdc.
- Pentanisia foetida Verdc.
- Pentanisia gossweileri (Verdc.) Kårehed & B.Bremer
- Pentanisia longipedunculata Verdc.
- Pentanisia longituba (Franch.) Oliv.
- Pentanisia microphylla (Franch.) Chiov.
- Pentanisia monticola (K.Krause) Verdc.
- Pentanisia ouranogyne S.Moore
- Pentanisia procumbens R.D.Good
- Pentanisia prunelloides (Klotzsch) Walp.
- Pentanisia renifolia Verdc.
- Pentanisia rubricaulis (K.Schum.) Kårehed & B.Bremer
- Pentanisia schweinfurthii Hiern
- Pentanisia sykesii Hutch.
- Pentanisia veronicoides (Baker) K.Schum.